# Dálnice 56
Die Dálnice 56 (tschechisch für „Autobahn 56“) ist eine Autobahn in Tschechien und verbindet in der Region Mährisch-Schlesien deren Verwaltungszentrum Ostrava mit Frýdek-Místek, wo sie in die D48 mündet. Im Norden wie im Süden wird sie von der Staatsstraße I/56 fortgesetzt.
Bis zum 31. Dezember 2015 war sie als Schnellstraße klassifiziert und trug die Bezeichnung Rychlostní silnice 56 (R56).

## Bauabschnitte
Die Strecke ist größtenteils zwischen 1985 und 1990 fertiggestellt worden, der Anschluss an die Umfahrung Frýdek-Místek wurde im September 2022 eröffnet.
| Abschnitt                       | Länge    | Status        | Baubeginn | Fertigstellung | Querschnitt | Entwurfs- geschwindigkeit | Sonstiges                          |
| ------------------------------- | -------- | ------------- | --------- | -------------- | ----------- | ------------------------- | ---------------------------------- |
| Erweiterung Misteká I           | 1,310 km | unter Verkehr | März 2008 | Dezember 2010  | MR24,5      | 80                        |                                    |
| Erweiterung Misteká II          | 1,212 km | unter Verkehr | März 2008 | 2013           | MR24,5      | 80                        | Eröffnung 1. Fahrbahn im Juni 2011 |
| Erweiterung Misteká III         | 0,497 km | unter Verkehr |           |                | MR24,5      | 80                        |                                    |
| Ostrava: Místecká V             | 3,600 km | unter Verkehr |           | 1986           | R26,5       | 120                       |                                    |
| Ostrava: Hrabová – Paskov       | 2,698 km | unter Verkehr |           | 1990           | R26,5       | 120                       |                                    |
| Verbindung Paskov               | 0,890 km | unter Verkehr |           | 1988           | R26,5       | 120                       |                                    |
| Paskov – Frýdek-Místek          | 6,581 km | unter Verkehr |           | 1985           | R26,5       | 120                       |                                    |
| Frýdek-Místek: Anschluss an D48 | 2,184 km | unter Verkehr | Mai 2018  | September 2022 | R25,5       | 80                        | Eröffnung 1. Fahrbahn im Juni 2022 |